# 정읍 보화리 석조이불입상
정읍 보화리 석조이불입상(井邑普化里石造二佛立像)은 대한민국 전북특별자치도 정읍시 소성면 보화리에 있는 2기의 백제 시대 석불입상이다. 1987년 3월 9일 보물 제914호 정읍보화리석불입상(井邑普化里石佛立像)으로 지정되었다가, 2010년 8월 25일 현재의 명칭으로 변경되었다.

## 개요
전라북도 정읍시 야산 중턱에 나란히 서 있는 2구의 석불입상이다. 최근 백제시대의 불상으로 확인되었는데, 백제 불상의 예를 정읍까지 확대시켰다는 점에서 중요한 자료가 된다.
두 불상은 모두 비슷한 형식과 양식적 특징을 보여주고 있지만, 오른쪽 불상이 왼쪽 불상보다 약간 커서 원래는 삼존불(三尊佛)일 가능성도 배제할 수 없다.
오른쪽의 큰 불상은 뒤편의 광배(光背)가 깨지고 대좌(臺座)의 아랫부분을 잃어버린 것 외에는 완전한 모습이며, 두 눈이 파여진 것이 흠이다.
민머리에 상투 모양의 머리묶음이 솟아 있는데, 백제시대의 불상인 부여 군수리 석조여래좌상(보물 제329호)과 흡사하다. 얼굴 역시 길고 풍만하며 부드러워 백제불상의 특징이 잘 드러나고 있다. 이 불상에서 가장 특징적인 것은 옷차림새인데, 왼쪽 어깨에만 걸쳐져 있는 옷을 입고 있으며 속에 입은 옷과 아래의 치마도 보인다. 옷주름들은 부드러우면서도 소박한 편으로 어깨나 손, 발 등에서도 나타나고 있다.
오른팔이 없어진 작은 불상도 같은 특징을 나타내고 있다. 얼굴의 각 부분은 마모가 심하나 입가로부터 양쪽 볼에까지 미소를 짓고 있어 어린 아이와 같은 느낌이 든다.
부드럽고 우아한 모습, 아기같은 체구, 특징있는 옷 차림새 등에서 백제 후기 불상의 특징이 잘 나타나고 있는 작품이라고 할 수 있다.

## 현지 안내문

### 한글 설명
정읍 보화리 석조 이불 입상
井邑 普化里 石造 二佛 立像
보물 제914호
정읍 보화리 석조 이불 입상은 백제 시대에 만들어진 두 개의 불상으로, 서로 비슷해 보이지만 크기나 특징에서 약간의 차이가 있다.
큰 불상은 길고 부드러운 얼굴, 오른쪽 어깨를 드러낸 옷차림, 부드러우면서도 소박한 옷 주름이 특징이다. 얼굴 형태가 비교적 온전히 남아 있지만 두 눈은 움푹 들어가 있다. 작은 불상은 오른팔이 없으며, 큰 불상과 특징이 비슷하지만 입가에 미소를 띤 모습이 앳된 느낌을 준다.
이 불상들은 정읍 지역의 유일한 백제 시대 불상이다.

### 영문 설명
Two Stone Standing Buddhas in Bohwa-ri, Jeongeup
Treasure No. 914
These two stone statues are presumed to have been made during the Baekje period (18 BCE–660 CE) and are the only Baekje Buddha statues remaining in Jeongeup.
Both statues show typical characteristics of Baekje Buddha statues, such as a round face, slim body, and gentle smile. They also have in common a high protuberance on the top of their heads and a draped robe exposing the right shoulder. The statues are 2.56 m and 2.27 m in height. The halo at the back of the taller statue is broken, and the shorter statue is missing its right arm. 
Both are missing their pedestals and their facial features have been worn away.

## 같이 보기
- 부여 군수리 석조여래좌상 (보물 제329호)

## 참고자료
- 정읍 보화리 석조이불입상 - 국가유산청 국가유산포털
- 이 문서에는 다음커뮤니케이션(현 카카오)에서 GFDL 또는 CC-SA 라이선스로 배포한 글로벌 세계대백과사전의 내용을 기초로 작성된 글이 포함되어 있습니다.